# Gobionotothen
Gobionotothen – rodzaj ryb z rodziny nototeniowatych (Nototheniidae).

## Klasyfikacja
Gatunki zaliczane do tego rodzaju:
- Gobionotothen acuta
- Gobionotothen angustifrons
- Gobionotothen barsukovi
- Gobionotothen gibberifrons
- Gobionotothen marionensis